# PSB-10
-{
PSB-10}- je lek koji deluje kao selektivan inverzni agonist za adenozinski A3 receptor, sa visokom selektivnošću u odnosu na druga tri tipa adenozinskih receptora. Pokazano je da proizvodi antiinflamatorne efekte u životinjskim studijama.